# 弥生の大空
『弥生の大空』（やよいのおおぞら）は、野部利雄による日本の漫画。『週刊ヤングジャンプ』（集英社）にて、1984年22号から1986年32号まで連載された。東京都を舞台にした柔道漫画。
作風としては主人公・一条周作の幼い容姿体躯を基にしたギャグ・コメディ要素に、ヒロイン・上杉弥生とのお色気ラブコメ展開も描かれ、作中の柔道描写は「二段投げ」の原理の援用など、往年の柔道漫画『柔道一直線』や『柔道讃歌』のような超人的な必殺技を駆使する路線を引き継いでいる。
作中の一部の登場人物の名称は、『姿三四郎』『柔道一直線』『柔侠伝』の登場人物の名前を本歌取りする形式を取っている。
本作品内の舞台の年代は、1年目は昭和59年度（1984年4月-1985年3月）、2年目は昭和60年度（1985年4月-1986年3月）として描かれている。作中開催され描写される高校柔道大会は1985年度（昭和60年度）の全国高等学校柔道選手権大会の予選大会とその全国大会だが、現実のその年度の東京都予選大会は1986年1月に行われ、全国大会は1986年3月21日に開催されていたのに対して、作中では東京都予選大会は1985年8月20日に行われ、全国大会は1985年10月9日・10日に実施されるなど、現実の大会とは開催時期をずらした設定となっている。

## ストーリー
父の想いを継ぎ強い柔道家を志す主人公・一条周作は、父の旧友の娘で本作ヒロインの上杉弥生の家に居候をし、青葉学園高校に転入するところから物語は始まる。
高校1年目は柔道部の創設が行われるが公式の大会には出場せず、学園のならず者ボクシング部との決闘や、殺人逃亡犯の人質立てこもり事件への巻き込まれ、父との因縁のある古流柔術流派との対決、架空の国家の王女護衛のエピソードなど、他流試合、対・異種格闘技的なエピソードを中心に描かれる。
周作と弥生が高校2年生に進級すると、新任で学園に赴任した槇原勇作を柔道部顧問として柔道部の強化が行われる。柔道の公式戦に挑むことになり、地区大会から東京都大会、全国大会へと駒を進め様々なライバルたちと鎬を削っていく。

## 登場人物

### 青葉学園高校
一条周作（いちじょう しゅうさく）
主人公。青葉学園高校の1年生。かつて「講道館の鬼」と呼ばれた一条直也の息子。作中、2年生に進級する。
育った山奥の家から上京し、父の旧友である上杉謙一の家に居候をする。上杉の娘・弥生と同じ青葉学園高校に通う。
幼き頃から父・一条直也やその弟子・勇作に柔道を鍛えられ、また幼少期に幼馴染であった津久井正助や高子などと切磋琢磨し、野生ながら周作に懐いていた熊のゴンべなどを相手取って練習するなど、身体能力は超人的で、柔道の腕前も常人離れしている。天井の梁を足指で掴むだけでぶら下がり自由に移動できる身体能力も持つ。
「山嵐 (柔道)」を得意技とする。鬼塚組の元柔道家の組員・杉田を相手して、上京して初めて柔道技を使用した際にはナレーションにて「高校柔道界、日本のみならず世界柔道界に一大センセーションを巻き起こす、不出世の天才少年柔道家」と評されている。
体格は小学生並みの短躯で、容姿も幼く、言動・性格も無邪気そのもの。柔道日本一が夢。
しかし普段は無邪気な言動を取っているが、弱者が虐げられている場面や、柔道勝負の場になると、真剣な表情も取り精悍でクレバーな面も覗かせる。
その無邪気さと精悍さ、正義感の強さから佐久間久美子や姿舞子から惚れられる。殺人逃亡犯の人質立てこもり事件に弥生が巻き込まれた際には、身を挺して守ろうとし拳銃に撃たれて全治2ヶ月の怪我を負うが、それまで邪険にされていた弥生からも惚れられることとなる。
一条直也の息子として上杉謙一に連れられ講道館に挨拶に行った際に、小学生の部に紛れてロサンゼルスオリンピック代表にして世界一の岩下泰裕と対峙する。山嵐は不発に終わったが只物でないと岩下からも目を付けられることとなる。
青葉高校で悪事を働いていたボクシング部の西条恵一と異種格闘技で対決した際には「山嵐二段投げ」を披露している。
父母に代わり育ててもらっていた祖父から勉強は教わっており、青葉高校に転入し初めての期末テストにおいては、全て名前を書き忘れて最下位とされながら、全教科満点の点数の学年トップの成績を出している。
物怖じしない性格にも見えるが、古流柔術集団「真柔道」との対決、東京都西部地区予選大会で「真空投げ」を使う極光学院の諏訪将門の強さを垣間見た際、全国大会にて鎮守高校の岩城大悟の一切の油断も隙も無い強さを知った際などに、ナーバスな面を覗かせている。その都度、三船九蔵や柳勘十郎らからのアドバイスをもらうなどし、また父の真意に気付くなどで精神的に立ち上がり立ち向かっていくことになる。
2年生に進級し大会を目指しての夏合宿で山嵐に代わる新必殺技の開発に着手する。東京都西部地区予選大会のBブロック2回戦で、鷹乃和学園高校の政木以蔵との先鋒戦で初めて新必殺技「火炎車」を披露する。また東京都大会の準決勝・極光学院の諏訪将門との先鋒戦でもう一つの新必殺技「竜巻崩し」を初披露する。
大会で勝ち進むにつれ知名度は上がり、「小さな巨人」「奇跡の柔道」などと称されることとなる。
実は昇段審査を受けておらず、無段であったことが東京都大会2回戦の東江戸学院戦で判明する。周作は100段と称して大会登録をしていた。
その着用している道着と黒帯は父・一条直也から譲り受けたもので、また元は父・直也もその道着と黒帯をその師匠である三船九蔵から譲り受けていたものであった。
作中で、殺人立てこもり犯事件で負傷をしての入院時に小説『姿三四郎』を読んでいる場面がある。
名前の由来は『柔道一直線』の主人公「一条直也」と、その師匠「車周作」から援用されている。
また、野部の次作『のぞみウィッチィズ』では大学に進学した周作が登場し、作中では主人公・司葉遼太郎と一緒に暴漢を制した一幕があり、また周作もバルセロナオリンピック日本代表選手のひとりとなっている。
上杉弥生（うえすぎ やよい）
本作のヒロイン。青葉学園高校1年生。作中で2年生に進級する。ボクっ娘。3月3日生まれ。158センチ43キロ。
作中当初は青葉学園高校テニス部に所属している。
中学時代は父の影響もあり柔道部に所属しており、中学の全国大会にて優勝の経験を持つ実力者。作中1話目から城東高ボクシング部相手に隅落（空気投げ）を決めている。
中学卒業時にそれまで付き合っていた同級生から別れ話を告げられ、また青葉高校入学に際し柔道部がなかったことと、親友の佐久間久美子のテニス部入部、テニス部部長の姿志郎に惚れたこととでテニス部に入部している。
当初は周作の無神経で非常識な言動に苛立ちを感じ、邪険に扱っていた。しかしテニス部と柔道部の夏合宿に際し殺人逃亡犯の立てこもり事件に巻き込まれ、人質となってしまった際に周作に助けられ、その身を挺した行動にそれまでのわだかまりを拭い去って惚れ込むことになる。
2年生に進級した際に、新任で赴任してきた柔道部顧問となった槇原先生との賭けで負けて姿志郎共々柔道部に入ることとなる。
隅落しの二段投げの「霞落し」を得意技とする。
国武院高校との練習試合に際し、槇原の提案で男になりすましてのレギュラー参加を告げられる。嫌々ながら男装し練習試合に先鋒出場し4人抜きを果たす結果を出す。
その後、槇原からなし崩しに公式の大会でも男装しての出場を告げられ、それまでのロングヘアーを切ってショートカットにする。不本意ながらも開き直り、都大会予選から全国大会までの公式戦でも男としてレギュラー出場をし活躍することとなる。
男装した姿格好やその活躍は作中多くの女性ファンを作ることとなる。
沖山菊千代（おきやま きくちよ）
初登場時は青葉高校2年生。作中で3年生に進級する。
弥生に横恋慕しているが、その格好付けと自惚れといい加減でスケベで情けない性格から相手にされていない。
身長170センチ体重57キロ、短足と作中表記されている。
弥生は強い男が好きだと周作に言われたことから、素人で運動音痴ながらに周作と共に柔道部創部と入部を決め、部長に就任する。周作とは利用し利用されの悪友的な関係となっている。
実力はからっきしで公式戦はほぼ負け要員のコメディリリーフとなっているが、姿志郎の柔道部入部に際してのレギュラー争いにおいての周作からアドバイスを受けての勝利、都大会2回戦の東江戸高校先鋒戦の遠藤との対戦では槇原から策を授けられての勝利を達成している。
全国大会の抽選会では1番のくじを引き、全国大会開会式において選手宣誓の役割を任せられる。最初は物怖じしていたが周作に助けられ、見事に選手宣誓の役割を果たす。
全国大会後の柔道部の描写では黒帯となっており、たくさんの新入部員を指導している様子が描かれている。
姿志郎（すがた しろう）
初登場時は青葉高校2年生。生徒会長でテニス部キャプテンを兼任している。作中で3年生に進級する。
姿財閥(グループ)の跡取りでもあり、作中ハンサムで運動神経抜群と称され、テニスの実力は昨年の国体で優勝している。
身長178センチ体重67キロ。足長、と作中表記されている。
女生徒に非常にモテて、テニス部員であった弥生からも好意を持たれている。対・国武院高校との練習試合に際しての接待作戦や、弥生に男装しての試合出場の要請など、女生徒に呼びかければ無理難題に見えても協力を素直に受けられる人望を持つ。
空手の有段者でもあり、周作がボクシング部・西条と決闘をしようとした際に両者を止める振りをしながら周作に攻撃を仕掛ける、夏合宿では黒道着に顔を隠すマスクを被って周作に闇討ちを仕掛けるなど、攻撃的な挑発を周作に行っていた。
過去回想における中学1年時の描写では、勉強は学年1位であったが運動は熟していなかった。小学生から仲の良かった東陽子が上級生の番長グループに目を付けられた際にそれを助けるために立ち向かったところ、のちの空手の師匠となる黒川と出会うこととなる。黒川からは「強者こそすべて」の教えの空手を叩きこまれることとなる。
青葉学園高校の運営にも顔が利き、ボクシング部・西条との決闘に周作が勝利した際には元ボクシング部の部室を新たに整備した上で柔道部に譲渡している。また槇原が青葉高校の教員に赴任した際にはその素性を探ろうと裏で情報を収集していたが、父の運営する姿財閥から妨害を受けることとなった。
槇原勇作の柔道部顧問への就任に際し、周作と槇原の勝負における賭けの対象となり、柔道部にスカウトされる。その後、賭けに負けたことで柔道部に入部するが、槇原に仕掛けられた沖山とのレギュラー争いの勝負で自身の自惚れを指摘され、闇落ちする格好で反目し黒道着姿で周作に勝負を挑む。周作との勝負でようやく自身の蟠りを解消することとなる。
妹は王臨女子高校柔道部主将の姿舞子。父は姿グループ総帥の姿悟郎。父の柔道の経歴に関しては当初一切聞かされていなかった。
空手の技術を応用した戦法を得意とし、都大会2回戦・東江戸高校次鋒戦・川合との対戦では相手との組み手争いを空手の手技で制して試合を有利に進めて返し技の燕返、全国大会2回戦・月見商業高校先鋒・真田相手には空手の二段蹴りの応用で膝車で浮かせた相手をもう一度払う独自の必殺技「双龍」を決めている。
名前は『姿三四郎』の主人公「姿三四郎」から援用されている。
佐久間久美子（さくま くみこ）
弥生の親友の女子生徒。青葉学園高校1年生→2年生。ちょっと気が弱いと評される。
テニス部所属であったが、周作の転入当初から助けられるなどで惚れ込んでいた。周作がボクシング部・西条との決闘で勝利し、大々的に柔道部部員の再募集がされた際に、糸川、細井、骨次と共に柔道部に入部する。
実家は佐久間組・組長の佐久間仁侠の娘。
久美子の実家・佐久間家の別荘は姿家の別荘と近い土地にあったことで、創部1年目の柔道部の夏合宿はテニス部との近隣で行われることになる。
2年に進級し柔道部が公式の大会に出場する体制になってからは、顧問・槇原から大会時のマネージャーの役割を指名され、周作たちをサポートする。
糸川英夫（いとかわ ひでお）
青葉学園高校1年1組。作中で2年生に進学する。
ボクシング部友の会と称するボクシング部に絡まれていたところを周作に助けられ、周作と西条の対決の因縁の発端を作ることになる。
周作が西条との決闘で勝利した際に、柔道部に入部する。作中の大会では出場しての活躍の描写はなかったが、都大会後にレギュラー出場選手の対戦成績表を作るなど情報面でのサポートをする。
全国大会後の柔道部の描写では黒帯となっている。
細井安子（ほそい あんこ）
青葉高校柔道部員の男子生徒。周作のボクシング部・西条との対決の後に柔道部に入部する。
他の学校の強豪巨漢柔道選手とも引けを取らない巨体を持っているが、性格的にのんびりしている。
柔道部が公式戦に出場しなかった創部1年目でも、周作の指導を受けた素人集団の中で早くから初段の実力に達していることを指摘されていた。
国武院高校との練習試合でも、槇原から周作、弥生、姿、沖山と並んでレギュラーに指名されている。勝ち抜き戦の中堅として国武院高校の大将・台郷と対戦した。その際にデブと言われたことで傷付き、おっとりした表情から一変キレた表情となり、怪力と攻撃的な戦い方を見せることとなる。
その後も公式戦の代表に選ばれ続ける。都大会2回戦・東江戸高校中堅戦・佐藤との対戦では、実は過去、中学相撲の有力選手でありプロからの勧誘もあったことが語られる。その試合においてもやはりデブと言われたことからキレて立ち関節技と小外掛の浴びせ倒しで勝利している。
練習試合から全国大会までレギュラー出場し続けて、圧倒的強さではなく負けも引き分けも経験しながらも、青葉高校柔道部の戦力として十二分な活躍を果たす。
一度だけ、地区大会1回戦の対・太田商工との対戦表にて、名前が細井安子ではなく安子与助と表記されていた場面があった。
骨次（ほねつぐ）
青葉高校柔道部員の男子生徒。周作のボクシング部・西条との対決の後に、久美子、糸川、細井と共に柔道部に入部する。
長身ながら痩躯な体格で糸川共々作中の公式戦の描写では活躍の機会はなかった。
全国大会後の柔道部の描写では黒帯を取得し後輩たちを指導している様子が描かれている。
槇原勇作（まきはら ゆうさく）
周作と弥生が2年生に進級した際に青葉学園高校に赴任してきた新任の教師。周作、弥生、久美子のいる2年3組の担任となる。担当科目は現代国語であるが、授業中居眠りする、早弁する、女子生徒・男子生徒構わず腰・お尻を触るなど問題行為を行っていた。
周作や姿からその素性を怪しまれ、姿は自身の実家の姿グループを使って槇原の素性調査を行っていた。しかしその父で姿グループ総帥の姿悟郎直々の命令で調査不可能となったことで更に姿は槇原の正体を訝しむことになる。
周作から柔道部顧問になってもらえないかと懇願された槇原は、自身への今後の柔道部の方針全ての一任、またテニス部所属の姿と弥生を柔道部に転入させること、を賭けの対象として周作との勝負を提案する。勝負の結果、槇原の策によって周作はお手上げとなり槇原に勝ちを譲る。
槇原主導の新体制となった柔道部は、弥生、姿を新たな戦力として強化体制を取っていき、練習試合、夏の強化合宿をこなして、公式戦に乗り込んでいくことになる。
柔道部強化の中、明かされた槇原の正体は、周作の父・一条直也の弟子であり、幼き日の周作から「勇作兄ちゃん」とも呼ばれ柔道を指導していた周作のかつての師匠であった。
それ以前はオックスフォードにいた槇原は、青葉学園高校の理事長である三船九蔵からの薦めで、周作の所属する柔道部の強化と周作の公式戦デビューを手助けするよう呼ばれていたことが明かされる。
また槇原はおよそ10年前に、身長175センチ体重70キロの体格で当時大学3年生の21歳ながら全日本柔道選手権大会優勝の経験もあり、山下（作中の岩下か）に破られるまで最低年齢記録の保持者でもあったことも明かされる。
全国大会を前にした周作と心統流柔術との関わりの際には、三船の薦めで自身も古流柔術の心得もあることを語っている。
槇原はかつてのライバルの東江戸学院高校の顧問・宗方との会話の中で「一条（周作）は俺の全てだ」と語っている。

#### 青葉高校その他の人物
三船九蔵（みふね きゅうぞう）
青葉学園高校内では周作や弥生とは「用務員のおじいちゃん」として接触していた人物。
その正体は青葉学園高校の理事長。また講道館柔道の十段を保持し「柔道の神様」と呼ばれる伝説の人物。
周作の父・一条直也の師匠であり、また周作の着用する道着と黒帯の元の持ち主であり、周作の生涯の憧れの人。
古流柔術「真柔道」との対決を前にし心の迷いに入っていた周作に対し自身の正体を明かし、「心の受身」の極意を授ける。
また「真柔道」との決戦の場を治めるために、「真柔道」の花輪竜一の祖父でもあり旧友である村井と共にその戦場に赴いている。
槇原勇作を青葉学園高校に招聘したしたのも三船であった。
かつて青嵐高校の教諭に就いており、教師の傍ら柔道の私塾も開いていた。青嵐高校に通っていた弥生の父・上杉謙一、姿志郎と舞子の父・姿悟郎、周作の父・一条直也の三人をその内弟子とし、師匠として直接指導していた。またのちに周作の母となる桂操も下宿生として住まわせていた。
青葉高校柔道部が全国出場した際には、姿悟郎と共に応援に駆け付けている。
西条恵一（さいじょう けいいち）
青葉学園高校ボクシング部主将。昨年の国体ミドル級チャンピオンの成績を修めプロからも誘われている実力者であるが、その粗暴な態度とボクシング部の横暴を指揮していたことから学園内で煙たがれていた。
周作から「ダニ退治」と称される対戦を挑まれ、また生徒会長である姿からの提案で、日にちを決めての周作との大々的な決闘に臨むこととなる。
決闘までの間は身を隠し、学習館大学空手部主将・大友などの柔道部、空手部の名のある人物を闇討ちすることで周作との対戦の対策と実力を磨いた。
周作の使う「山嵐」を破る戦法を身に着け周作を追い詰めるが、その「山嵐破り」を利用する周作の山嵐二段投げを前に敗北することとなる。
弓野さやか（ゆみの さやか）
柔道部の夏合宿後、旧ボクシング部の部室が姿志郎から柔道部に譲渡されて以降の柔道部入部希望者。周作に柔道部入部希望を告げる。
その他にも沖山、糸川、骨次、細井と接触している女子がおり、合計5名の女子の入部希望者となる。
実際は部室の使用を目的とした入部で、ジャズダンス・ブレイクダンス・エアロビクスの活動を柔道部美容班の名目で行うことになる。柔道部の部室を半分占領することとなる。
一方で周作自身は、「武闘と舞踊は相通ず」の思想を元にダンス修得も考えていたため、願ってもないこととなった。
宮田進一（みやた しんいち）
青葉高校テニス部のコーチとしてやってきた男。青葉学園高校のOBで東大のテニス部エース。代議士の父のコネを頼りに、将来日本を動かす上級試験パスのエリート候補サマとその彼女から言われている。周作の小学生の友人よっちゃんを車ではねて危うく怪我をさせかけながら謝罪もなく暴言を吐く。姿が父・悟郎の紹介で呼んだが男だが、テニス部女子部員に手を付けるなど悪行を働き、三流代議士の七光りのつまらない男と姿から切り捨てられる。弥生にも手を掛けようとし弥生に投げ飛ばされ、姿に手刀打ちの制裁を食らい排斥される。
小沢あかり（おざわ あかり）
弥生がテニス部から柔道部に転部して以降のテニス部1年生。男装しての柔道の試合で活躍する弥生に憧れの眼差しを向けている。

#### 青葉高校柔道部の家族
一条直也（いちじょう なおや）
一条周作の父。「講道館の鬼」「麒麟児」「日本柔道界最強」とも呼ばれた稀代の柔道家。山嵐を得意技とし、あまりにも強すぎて柔道界を去った「無冠の帝王」とも呼ばれた。義理人情に厚く正義感は人一倍強く不正に立ち向かうことを周作に教えていた。
弥生の父・上杉謙一の親友。13年前にその正義感からヤクザの組「和光組」を壊滅させたが死者3名、重症及び再起不能者30数名の被害を出し、傷害致死の罪で逮捕され、裁判の判決の結果、無期懲役を言い渡されていた。
作中当初は服役中であったが、周作たちの全国大会出場の時期に釈放される。
また、かつて二十数年前に東の一条、西の富田と謳われた富田との決戦を含む全日本柔道選手権出場を控えた当日にその出場を辞退し、「真柔道」を名乗る古流柔術流派との決闘に挑み、その死闘の責任を取り柔道界を去る。
死力を尽くし闘った「真柔道」の青年柔術家とは互いに尊敬しあい強い友情に結ばれることとなったが、その子供たちの花輪竜一とかんなにはその想いは届いていなかったことで、周作の代になって再び「真柔道」との抗争が勃発することとなる。
かつて高校一年生時に青嵐高校に転入し、三船九蔵の柔道私塾の内弟子ともなる。先輩であった上杉謙一と姿悟郎と共に青雲高校三巨頭時代を築く。またその時期にのちに妻となる旧姓・桂操とも出会っている。
高校一年時には168センチ63キロの体格であった。
名前は『柔道一直線』の主人公「一条直也」からの援用となっている。
一条操（いちじょう みさお）
旧姓・桂操（かつら みさお）。周作の母。もともと病弱であったことと共に、夫・直也の服役もあり心労が重なり、息子・周作による健康祈願も叶わず周作が4歳の時に亡くなっている。
地方の旧家の娘であり、かつて青嵐高校一年時には三船九蔵の家で下宿をしていた。その時に三船の内弟子であった上杉謙一と姿悟郎と、後の夫となる一条直也と出会っている。
周作の祖父
周作の母・操亡き後に、ただ一人の身寄りであったため周作を引き取る。山奥の小屋で周作と暮らしていたが、周作には勉強もしっかり教えていた。
上杉謙一（うえすぎ けんいち）
上杉弥生の父で周作の父・一条直也の旧友。周作の高校進学に際し居候として預かり家族として受け入れる。警視庁に努めており課長の役職に就いている。柔道五段で警察道場でも活躍する。
26歳の時に全日本柔道選手権大会を制覇している。
弥生と周作が巻き込まれた殺人逃亡犯の人質立てこもり事件の際には現場に赴いている。またサウスランド王女キャサリンの来日及び行方不明になった際には現場指揮を執っている。
青嵐高校時代は三船九蔵の内弟子として修業をし、3年生で柔道部部長として副部長の姿悟郎、部員の一条直也と共に三巨頭時代を築く。
弥生の母
上杉謙一の妻で弥生の母。居候の周作を家族として暖かく向かい入れる。
姿悟郎（すがた ごろう）
姿志郎と姿舞子の父。姿財閥総帥。息子・志郎には自身の柔道経歴を教えていなかったが、志郎をレギュラーとする青葉学園高校の全国大会出場の際には師・三船九蔵と共に応援に駆け付けている。
若き頃の青嵐高校時代には3年生で副部長を経験しており、当初転校生で年下の一年生にもかかわらず自由奔放に振舞っていた一条直也に我慢がならず礼儀を教えるとして勝負をけしかけた。絞められながらも自身もろとも壁に突っ込み直也を失神させたことで、その根性を尊敬され、以降関係は改善されて青嵐高校三巨頭時代を築く。
高校３年当時は身長185センチ体重100キロで、「岩石崩し」と呼ばれる大技の肩車 (柔道)を得意としていた。
なお、物語初期の姿家の表札には「姿新介」の名前が書かれていた。
黒川（くろかわ）
姿志郎の空手の師匠。その技は邪道空手とされて空手界から追われていた天才であったが、中学1年生時の志郎に出会い「強者こそすべて」の自身の空手を叩きこむ。志郎の師匠として姿家に雇われている。
佐久間任侠（さくま にんきょう）
佐久間久美子の父。54歳。佐久間組の組長。ヤクザの大親分。
勘違いから久美子の惚れた相手が沖山であると思い部下に命じて沖山を拉致するが、それを助けに来た周作の男っぷりに自身も惚れこみ、久美子の恋の相手が周作であったことを改めて知った上で娘の見る眼の良さに安心する。
槇原高子（まきはら たかこ）
槇原勇作の妹で、周作の幼少期の幼馴染の一人。周作のことを周坊と呼び、周作からは高子ちゃんと呼ばれていた、周作6歳時に、高子は当時小学校2年生だった。
周作の初恋の人。
講道館柔道女子部二段であり、ヨーロッパ女子柔道選手権で優勝してる実力者。
10年ほど前に、周作とは自分以外の女子と柔道しないことを約束していたことから、周作はその約束を律義に守り通していた。
周作の（高子以外の）女子とは柔道をしないというポリシーは、紳士的な態度とみられ、勘違いながらも弥生や姿舞子から惚れられる要因ともなっていた。
兄・勇作の青葉高校柔道部顧問への就任に際し、青葉学園高校を訪れ、またその夏合宿にも参加し、コーチ役を兼ねて柔道部の強化に協力する。

### 王臨女子高校
姿舞子（すがた まいこ）
姿志郎の妹。姿悟郎の娘。王臨女子高校の柔道部主将にして「女三四郎」の二つ名で呼ばれる実力者。
全日本高校女子柔道3位の成績を修め、柔道三段、空手初段の段位を持つ。
周作とマネージャーの勘違いの約束から、周作と沖山の二人のみの青葉学園高校柔道部との練習試合を了承してしまい、沖山を制裁するが、周作の正義感と優しさに諭されたことから周作に惚れ込むことになる。
弥生とは会うたびに喧嘩する仲の悪さや、周作を巡るライバル心を抱いていたが、喧嘩友達の仲から次第に悪態も付き合いながらも普通の友達として付き合うようになっていく。
中学時代の柔道の成績では弥生の方が上だったことを指摘されている。
男勝りで、男子の不良グループなどから常に決闘を申し言い渡され、それを軽く成敗する描写がなされている。
マネージャー
周作による青葉高校からの練習試合の申し込みを青葉小学校からのものと勘違いして承諾する。

### 鬼塚組関係者
久美子の実家の佐久間組と対立するヤクザの組。
杉田（すぎた）
鬼塚組組員のヤクザ。周りからは兄貴と呼ばれていた。佐久間組が入札した土地の権利書を奪うために久美子をさらい人質にしようとし、周作の怒りを買ってその山嵐を食らう。
破門になっていたが元柔道三段。元々、周作の父・一条直也に憧れて柔道を始め、直也を先輩として慕い、その山嵐に敗れた対戦の後も直也に再度挑むために練習に励んでいた。直也の失踪で目標を失いヤクザに身を落としていた。
一条直也の息子・周作によって山嵐を16年ぶりに食らい当時の気持ちを思い出して改心し、鬼塚組とは縁を切ってヤクザから足を洗い柔道に復帰する。
ヤクザを辞めて1カ月のトレーニングの後、人生をやり直すため、周作に勝負を挑む。
杉田直也（すぎた なおや）
杉田の息子。一条直也から名を貰っている。父・杉田の新しい人生の出発のための周作との勝負の場に同伴する。

### 逃亡犯
坂口英次（さかぐち えいじ）
青葉高校・1年目の柔道部とテニス部の合宿していた別荘地に逃げ込んだ殺人逃亡犯。22歳、群馬県前橋市生まれ。
5年前に自殺した両親の仇である暴力団関東会系・山洋会の幹部・川上譲と他一人を殺害し、拳銃を持って逃亡し、弥生を人質として立てこもった。弥生を逃がした周作に発砲し重傷を負わせ、苛立ちを隠せず追い詰められていく。姉・幸子の自首の説得も空しく、警察の狙撃手から射殺される。
坂口幸子（さかぐち さちこ）
坂口英次の姉。25歳。弟・英次と共に親の仇の川上を殺害して逃亡し、弥生を人質にして立てこもった。弥生を助けに来た周作を気絶させ、やはり人質にする。弟・英次による暴力から弥生を懸命にかばっていた周作を応急手当するなど優しさを取り戻し、周作との会話の中で逃亡を諦め、弟に自首を持ちかけるが、英次共々警察の狙撃手から射殺される。

### 肥前商業高校
津久井正助（つくい しょうすけ）
身長160cmの小兵ながら、作中の秋季選抜高等学校柔道選手権大会の軽量級において史上初めて一年生での優勝を果たした九州代表の二段。「飛燕返し」を必殺技に中学以来50連勝無敗を記録している。
周作の幼馴染であり「周ちゃん」「正ちゃん」と呼び合う仲。大会優勝インタビューにて周作のことを「真の大天才」と語った。
連勝無敗記録と大会で優勝したことで、小さいころに一度も勝てなかった周作にリベンジするために、周作に会いに上京し、10年ぶりの再会を果たす。
「真柔道」によって九州連合軍が襲われた際は最後まで残り戦うが、飛燕返しを真柔道の技「昇龍破」によって破られる。肋骨を折られて入院することになったが、治りも早く再度上京し、周作と「真柔道」花輪竜一の最終決戦の場に弥生や原町田大学柔道部と共に救援に向かう。
1年後の全国大会では肥前商業高校所属で団体戦に出場し、準々決勝まで勝ち上がる。ツブのそろった名門と評価の高かった肥前商業高校だったが、ワンマンチームであった湘南大付属高校の大将の長門勇に「飛燕返し」を返され、長門の使う周作のコピー技の「火炎車」を食らう。
名前は『姿三四郎』の登場人物にして主人公・姿三四郎の最後のライバル「津久井譲介」から援用されている。

### 原町田大学
柔道部は野蛮でたちが悪いと評判で、集団で酔っぱらってバス乗り場に並ばず割り込んでいるところを周作にノサレる。
主将の柳勘十郎と周作が仲良くなったことから関係は改善され、「真柔道」との決闘や、ゴロマキ柔道の牛島商業高校との集団戦などの際に周作を手助けしサポートする立場となっていく。
野部利雄の前作『わたしの沖田くん』の主人公・総一とヒロイン・琴の母校であり、本作においてもこの二人は幾度か登場している。
柳勘十郎（やなぎ かんじゅうろう）
原町田大学柔道部の主将。周作にノサレて警察沙汰となった部員たちの根性を鍛えなおすとして身柄を引き取り、そのガラが悪い柔道部員たちからも、半殺しにされると非常に恐れられている実力者。
部員たちの身柄引き取りの際には、警察からはなかなか礼儀正しい男と称されている。
その体格は周作とほぼ同じような小学生体形で、羽織袴姿に日の丸の扇子を持ったいでたちで、常に笑顔に飄々とした風体で底の知れない男。
日本舞踊をヒントに編み出した攻防の型である「柳に風の型」を得意とし周作を翻弄するも、周作から同様にジャズダンスを元とした動きで対応されその才能と慧眼を素直に認める。
これ以来周作とは生来の友のように仲良くなる。周作同様に足指の力だけで天井にぶら下がれるなど、やはり超人的な身体能力を持つ。
全日本学生柔道軽量級チャンピオンの実力も持ち、青葉学園高校柔道部の顧問・槇原勇作の後輩でもある。
周作が東京都西部地区予選大会で極光学院・諏訪の「真空投げ」の威力を目の当たりにし、強敵への恐れのあまり笑い上戸となった際には、周作にアドバイスとヒントを与え立ち直らせている。
名前は『柔侠伝』の主人公「柳勘九郎」から援用されている。
平光（ひらこう）
原町田大学柔道部の副部長。その巨体と風体から、周作からは最初、柔道部主将と思われた。

### 真柔道関係者
黒道着の古流柔術集団。津久井正助を含む九州の柔道家達による全九州連合相手に闇討ちを挑み壊滅させる。現行の柔道界を武道を捨てスポーツ化したものとして打倒を望み、自身達を古流柔術の正統な流れを汲む武道柔術とし「真柔道」を名乗りその復活と覇権を狙う。現行柔道界の中でも三船九蔵を頂点とした「三船派」による敵対行為にあっており打倒することを目標とする。姿志郎からは「古カビども」と呼ばれる。
花輪竜一（はなわ りゅういち）
真柔道連盟会長。花輪かんなの兄。昨年の父の死後、佐々木に唆され柔道界侵略と打倒・一条を決意する。周作の父・一条直也に自身の父が敗れたことに禍根を持ち「真柔道」の理念を演説し周作との決戦を望む。妹のかんなが敗れた後に周作に接触する。また姿志郎とも接触し、痛み分けとなる。久美子に周作との右京ヶ原での決闘の挑戦状を渡し宣戦布告する。周作と死闘を繰り広げる中で父の真意に気付き、野心を表した佐々木の裏切りにあう。周作との死闘と共闘の後、強い友情で結ばれる。必殺技は「不知火くずし」「昇龍破」「阿修羅おとし」。翌年には薬師丸高等学校所属で柔道大会に参加し全国大会に勝ち上がり全国ベスト４の準決勝で鎮守高校の岩城大悟と対戦する。
花輪かんな（はなわ かんな）
青葉高校への転入生。周作、弥生のクラスに転入。か弱い少女を装い様々な工作をして周作を排除しようとした真柔道の刺客。周作に彼の父・一条直也が過去に真柔道との死闘の責任を取って柔道界を去ったことを語る。また自身の父もその直也に敗れ二度と柔術が出来なくなったこと、昨年失意のうちに死んだことを語り、周作に勝負を挑む。蹴り技「落岩崩し」を仕掛けるが、無抵抗の周作に敗北する。再び、兄・竜一の実力を伝えるため本気の不意打ち技を仕掛け周作の本気の山嵐を受ける負傷する。「真柔道四天王」の一人と呼ばれる実力者であり、黒幕・佐々木の扇動に気付きそれを止めるため真柔道師範代20名を倒すが、その直後、佐々木に敗れる。
佐々木（ささき）
真柔道の前線に立って九州選抜チームを襲い、真柔道の技「昇龍破」で津久井正助の「飛燕返し」を破った実力者。周作を次の標的とする。真柔道のトップの花輪竜一を若先生と持ち上げるが、真柔道を煽り竜一を唆した張本人で黒幕。野望に抵抗するかんなを痛めつけ、周作との決闘に敗北した竜一を裏切り、体力の限界状態の周作と竜一を排除しようとする。しかし決戦の場に赴いた真柔道の「大先生」である村井に野望を看破される。
村井（むらい）
三船九蔵の旧友。周作に三船への取り次ぎ案内を頼む。不意に飛んできたサッカーボールにも動じず指先一つのコントロールで破裂させる技を見せる。その正体は花輪竜一とかんなの祖父であり真柔道の大先生。佐々木の野望・暗躍を看破し三船九蔵と共に真柔道の反乱を止めに、周作と竜一の決戦の場に赴く。一連の事件の解決後は反省した佐々木を連れて現在の住まいとして弟子を取っている中国に戻る。
酒井（さかい）
津久井正助と同じ部を名乗って周作を誘い出した真柔道の一員。

### 指宿学園高校
薩摩隼人（さつま はやと）
柔道二段。指宿学園所属の九州からの使者の巨漢。周作に挑むが試行的に使用された「飛燕返し」に敗れる。津久井正助の友人であり、周作に全九州連合の結成と正助が真柔道の闇討ちに敗れたことを伝える。自身は九州連合と真柔道の決戦当日には風邪をひいて寝ていたため負傷を免れていた。真柔道の次の目的が周作であることを伝えるが、その直後、真柔道に襲われ敗れる。

### サウスランド関係者
プリンセス Ｋ(キャサリン)・ミューズ
プラチナの産出国であるサウスランドの王女（プリンセス）。13歳。相当なお転婆娘。王位継承者だが暗殺者に狙われている動きもあるため1週間の訪日に際し、弥生の父・上杉謙一が警視庁の部下を率いて泊まり込みの警護にあたっていた。しかしその護衛を振り切って事情を知らない周作に助けを求め拾われる。上杉は自身の家にキャサリンが保護されていることを知らず誘拐されたものとして捜索することになる。周作と弥生からサウスランド日本大使館のコリアンヌに引き渡されたが、その実、暗殺集団・九頭竜に暗殺されかけることになる。周作に助け出され無事帰国する。
コリアンヌ
サウスランド日本大使館員。周作と弥生からキャサリンの身柄を引き取るが、その実はキャサリンの暗殺を狙っており、九頭竜にキャサリンを引き渡す。

#### 九頭竜
中国料理店・九頭竜大飯店の表の顔を持つ、暗殺集団組織。
チョーハッカイ
表向きは中国料理店・九頭竜大飯店の社長であるが、裏の顔は暗殺集団・九頭竜の日本支部長。サウスランドの大臣の依頼を受けてキャサリンの暗殺を謀るが、周作に邪魔され組織を壊滅させられる。
王湯男（ワンタンメン）
九頭竜最強の暗殺者であり九頭竜の誇る殺人機械と呼ばれる。自らを球にし相手に対してのスキをなくすと同時に360度全てを攻撃する恐怖の回転技「必殺七転虎八転虎」で周作とキャサリンの暗殺を謀るがあっさり対処される。
王女性（ワンウーメン）
九頭竜ナンバーワンの美貌の暗殺者。相手の眼前で突然全裸になり相手が虚を突かれた隙に攻撃する身体を張った恐怖の技「白板鳳凰（パイパンフェニックス）」を仕掛けるが、周作とキャサリンには効かず自滅する。

### 国武院高校
槇原が青葉高校柔道部強化のための練習試合を申し込んだ学校。行き当たりばったりで選んだところだが、超硬派で有名であり恐ろしいところと評判。ほとんど学校が軍隊と言われるほど。柔道も強豪で既に他校との練習試合のスケジュールがびっしり埋まっていた。アポイントメントもなしに練習試合を申し込みに来た槇原を最初は相手にしなかったが、その無礼な挑発行為を受けて逆に国武院から青葉高校に練習試合を申し込むことになる。青葉高校との練習試合のメンバーは、高田、柴田、末次、森政彦、台郷。東京都西部地区予選大会ではブロック決勝まで勝ち上がり富田正太郎の城東高校と対戦する。
台郷（だいごう）
前年の都大会個人戦3位。柔道二段。将来は全日本選手権を目指す身長190センチ、体重130キロの巨漢。青葉高校との練習試合では三人抜きをした実力者。
丸山（まるやま）
国武院高校柔道部の顧問。柔道五段で全日本選手権5回出場の経歴を持つ。気が荒いことでも有名で、先日もヤクザを5人叩きのめしていると生徒達から噂される。槇原の無礼な挑発行為に報いようと青葉高校に練習試合を申し込む。

### プロレスラー
グレートマグナム
イギリスから槇原を追いかけてきた現役プロレスラー。最近もテレビのプロレス興行で猪林を10分でKOしている。身長2メートル体重140キロ。槇原の「柔道も本気になればプロレスラーをKOできる」という言葉を試すため青葉高校柔道部を訪れる。

### 太田商工高校
東京都西部地区予選大会の第1試合で青葉高校と対戦する学校。実力充分の古豪と評される。
押山雄一（おしやま ゆういち）
第1試合の青葉高校選で先鋒で出場。二段。昨年個人戦ベスト８の巨漢。
山内茂利（やまうち しげとし）
身長は2メートルの細身長躯の大型選手。次鋒戦で当たった弥生からは「電信柱みたい」と評される。　

### 極光学院高校
東京都西部地区予選大会の優勝候補の学校。東京都西部地区予選大会ではブロック優勝し、進出した東京都大会の準決勝で青葉高校と対戦する。青葉高校との対戦の前と後で、表示されていた対戦表の選手名が変わっている。
諏訪将門（すわ まさかど）
極光学院高校柔道部の主将でエース。槇原からも地区の実力No.1と見做されている。体重80キロ。妖刀のごとき切れ味と評される必殺技「真空投げ」と、太極拳からヒントを得た「阿修羅の型」で周作を脅かす。絞め技の名手でもある。東京都大会の開会式では選手宣誓の役を果たす。

#### 極光学院高校関係者
諏訪の姉
過去の事故による失明で両目が見えないが弟の将門を応援に大会会場に訪れている。また弟の将門も姉の前では優しい表情となる。

### 町田学園高校
東京都西部地区予選大会の2回戦で極光学院高校と対戦。
神崎米坊（かんざき よねぼう）
大将で出場。大会最重量の体重180キロの巨漢。

### 鷹乃和学院高校
東京都西部地区予選大会の2回戦で青葉高校と対戦。
政木以蔵（まさき いぞう）
その技の切れ味から「人切り以蔵」の異名を持つ実力者。そのスピードは周作の山嵐も封じ、周作の本気の新必殺技を引き出す。

### 城東高校
東京都西部地区予選大会のCブロック決勝で国武院高校と対戦する。予選大会から進出し、勝ち進んだ東京都大会の決勝で青葉高校と対戦する。
富田正太郎（とみた しょうたろう）
2年生。周作にとって東京都内の第3のライバルとなる存在。地区予選大会の昼休みの時間にアイスクリームの買い出しをしていた周作と遭遇。飄々とした態度で実力を隠しているが「山嵐」の使い手。全国大会では「地味だが実力充分」と評される。オカマ嫌いで、男装している弥生をオカマと信じ切っており触れられるとジンマシンの発作が出る。父の代から一条家とはライバル同士で、中学生の妹の双葉がいる。

#### 城東高校関係者
富田双葉（とみた ふたば）
富田正太郎の妹で中学生。男装した弥生を男と信じ切っており、憧れを抱き、上杉家を訪れる。
富田父
かつて全日本選手権を制した実力者。現在も柔道専門の私塾を開いている。学生時代の東西対抗戦での引き分けなど、周作の父の一条直也とは「東の一条、西の富田」と並び称されるライバルだった。真柔道との対決に赴き柔道界を去った一条直也が不参加の全日本選手権を制したことに心残りを持っていた。

### 東江戸学院高校
東京都大会の2回戦で青葉高校と対戦する。徹底的に管理された指導の下、チームの選手全員の顔も似通ったものになっている。
宗方（むなかた）
東江戸学院高校柔道部の監督。かつての槇原のライバル。必勝柔道を掲げ各選手の個性も不必要と断じ、健康管理から生活の細部まで自身の作成したプログラム通りに、完全なる管理のもとにおいた柔道のエリートに鍛え上げることを信条にしている。現役時代は「岩手の猛牛」の異名を持ち、10年前の昭和51年の全日本選手権で準優勝している。その時に決勝で宗方を破り優勝したのが槇原であった。

### 湘南大学付属高校
神奈川代表。長門のワンマンチーム。全国大会準決勝で青葉高校と対戦する。
長門勇（ながと いさむ）
TECH21と書かれた野球帽を深く被り目元を隠し、都の予選前から周作に注目し、青葉高校の夏休み時期の練習や地区予選大会に周作の周りを嗅ぎまわっていた謎の男。指の力だけで硬貨を折り曲げる強力な握力を持つ。その正体は神奈川県の湘南大付属高校柔道部のエースの2年生。周作と弥生が訪れた湘南大学での能力計測では助手の一人として参加し綾部睦美と共に周作のデータを分析した。コンピュータ長門、コンピュータ柔道、柔道コンピュータなどの異名を持つIQ180の天才。高校生でありながら大学の授業を受けている。神奈川大会では対戦相手を全て一分以内に青畳に沈めている。そのトレーニング方法は他の選手より20年未来を歩んでいるとされる。全国大会の1回戦では先鋒で出場し、極光の大将諏訪をも倒して五人抜きを果たしている。周作を徹底的に分析した上でそのコピー技として「山嵐」「火炎車」を使用する。準々決勝では肥前商業高校と対戦し、中堅・丸山、副将・眉月を山嵐で破り、大将・津久井正助を火炎車で破る。準決勝では青葉高校と対戦し、周作の仕掛けた山嵐も返し技「天地車」で破り、竜巻崩しも「逆竜巻崩し」で破った。しかし周作の不屈の闘志に次第に計算を狂わされ、周作の「竜巻崩し破り」を食らい敗北する。

### 湘南大学
東京都心から高速で一時間の、湘南にある日本最大のマンモス大学。
綾部睦美（あやべ むつみ）
湘南大学体育学部運動力学の研究所所属の助手。周作の小さな身体ながら圧倒的な勝利をもたらす能力の謎を解き明かそうと「一条周作・柔道の科学的解明」と題し湘南大学に周作と弥生を招待する。測定による周作の能力のデータ解析と湘南大学柔道部との実践実験の元、その驚異的な能力の分析結果を得る。全国大会出場の決まっていた長門に情報を提供し、全国大会においても観客席から湘南大付属高校の勝利を分析する。その際に周作の父の一条直也と接触することになる。
木村（きむら）
湘南大学柔道部主将。
篠山（しのやま）
一番リーチがある湘南大学柔道部員。周作の能力の実践実験に協力する。
遠藤（えんどう）
体重測定150キロで一番重い湘南大学柔道部員。周作の能力の実践実験に協力する。

### 心統流柔術
天童総之進（てんどう そうのしん）
心統流柔術の青年。心統流師範の命令のもと、全国を修行し各地の猛者との戦いを経験した百戦負け知らず。実力充分だが学の無さ、思慮の無さで師範からの最終的な信頼を得られずにいた。師範の孫娘で5歳の頃からの許嫁であるなつみとの婚約を望むが、師範からはそれを受け入れる条件として周作との決闘に勝利することを言い渡される。果たし状を持って授業中の周作の教室に乱入する。師範と槇原の合意の元、決闘の場が用意され、周作と互角の戦いを繰り広げる。周作と相討ちになった場で周作の強さを褒め称えるが、これまで戦った中で周作以上に強いやつがいたとして岩城大悟の名前を挙げている。自分の考えを持たず師範の言いなりでいたことをなつみに詰られるが、自分の気持ちでなつみに改めて告白をし受け入れられる。
なつみ
心統流柔術師範の孫娘。祖父の師範や総之進が封建的なしきたりで自分を縛りつけ人形として扱い続けることに反目し家を出る。後先考えずに飛び出し路頭に迷っていたところを周作に拾われ弥生の家に暫くとどまる。総之進の本心を確かめ、自身が心統流柔術師範を継ぐことを決意し総之進を受け入れる。
大師匠
心統流柔術師範。なつみの祖父。総之進の実力を認めながら最終的な信頼をおけず、周作との決闘の勝利を条件として言い渡す。孫娘のなつみの気持ちを考えず一方的な判断で物事を決めていたことでなつみに家を出ていかれ、反省することになる。

### 若狭水産高校
全国大会2回戦で湘南大付属校と対戦。海原柔道の強豪と称された。
大久保（おおくぼ）
主将。北陸のシャチの異名を持ち、県予選では二人の腕を折っている関節技の名手。津久井正助とも練習試合で引き分けており、その柔道は荒っぽくイザとなったら反則でもやる男、しかもシャチのごとく食らいついたら放さないと正助から評される。

### 牛島商業高校
全国大会3回戦で青葉高校と対戦。主将の尾崎の命令で対戦前の場外で女生徒を使って周作を誘い出し、集団で潰そうとしたゴロマキ柔道の学校。しかし周作を応援に来ていた柳勘十郎率いる原町田大学柔道部や、薬師丸高校の花輪竜一の真柔道の猛者たち、槇原高子や姿舞子たちの協力で場外戦で周作を潰す計画は頓挫する。
尾崎（おざき）
牛島商業高校の主将。青葉高校との3回戦の対戦前に周作を場外戦で集団で襲い、潰そうとした卑劣漢。作戦を失敗した者は女生徒でも容赦なく制裁を加えようとした。青葉高校との対戦では大将で出場する。先鋒で出場した周作に牛島商の先鋒から副将まで4人抜きをされたが、大将・尾崎自身はそれまでの4人とは桁違いの本物の強さを見せる。チームメイトからは、本気になったのは1年前に大学の相撲部員10人を半殺しにした時以来と語られた。周作以上のスピードとパワーを持ち、「地獄投げ」と呼ばれる強力な投げ技をもって周作を苦しめた。

### 鎮守高校
鹿児島県代表の全国大会出場校。全国大会を勝ち上がり、決勝戦で青葉高校と対戦する。
岩城大悟（いわき だいご）
身長190センチ体重120キロの重量級。スピード、技の切れ共に超一流の柔よく剛を制す巨人として、周作以上の強者として天童総之進からその名が語られた。全国大会の組合せ抽選会の日に周作と共に二人組のひったくりを捕らえる。その際、周作と共にパトカーで抽選会場に送ってもらう。津久井正助とも旧知の仲。弥生は初対面の際に大仏のイメージを想起する。必殺技「大岩崩し」を携え「岩下二世」の呼び声も高い優勝候補の最右翼。もともとリトルリーグの選手であり、その野球センスは抜群だったが野球のボールが扱うには小さすぎたため柔道に転向する。精神的にも自己の技を過信することもなくわずかな驕りも隙もない相手として周作を脅かす最大のライバルとなる。

### 大会関係者
岩下泰裕（いわした やすひろ）
ロサンゼルスオリンピック代表。全日本選手権不滅の九連覇を果たしている。周作が上京して講道館を初めて訪れた際に偶然対戦する機会を得、その実力に目を付けることになる。全国大会では解説を担当する。
山中文佐ェ門（やまなか ぶんざえもん）
第35回全日本高等学校選手権東京都西部地区予選大会の大会委員長。講道館七段。
下村（しもむら）
六段。東京都西部地区予選大会から東京都大会まで役員席におり、解説的な役割を果たす。当初は青葉高校を見くびっていたが、周作が一条直也の息子であることに気付きその実力に注目する。
田中（たなか）
東京都西部地区予選大会から全国大会まで役員席におり、実況の役割を果たす。都大会までは下村を相手に、全国大会では岩下を相手に話をし、試合を実況する。

### その他 周作の過去関わりある人物
沢山愛子（さわやま あいこ）
東京の大学生。周作が8歳の時に山に迷い込み周作に助けられる。周作と仲良くなり、周作も亡くなった母の面影を感じ懐いていた。その過去は大学の先生との不倫と妊娠・堕胎に心傷付き悲しみに沈んでいたが、周作と共に生活した思い出を胸に生きる希望を取り戻す。周作の祖父の説得を受けて山を下りる決断をする。
六年の和君（かずくん）
幼少時代の周作をいじめていた地域のボス格の上級生。手下を率い暴力を用いて周作を子分にしようとしていたが、弱い者いじめするから嫌いだと周作に喝破される。東京から遊びに来ていた高子の柔道で懲らしめられるが、中学で柔道をやっている兄を連れてきて復讐をもくろむ。高子を助けに来た本気の周作に兄を投げられいじめ行為をやめることになる。

## 書誌情報
- 野部利雄 『弥生の大空』 集英社〈ヤングジャンプ・コミックス〉、全11巻
  1. 「周作 上京す!!」1985年2月19日発売[5]、ISBN 4-08-861461-5
  2. 「周作の異種格闘技戦!!」1985年5月17日発売[6]、ISBN 4-08-861462-3
  3. 「合宿へ行こう!!」1985年8月19日発売[7]、ISBN 4-08-861463-1
  4. 「九州からの使者」1985年11月19日発売[8]、ISBN 4-08-861464-X
  5. 「対決」1986年2月19日発売[9]、ISBN 4-08-861465-8
  6. 「山嵐誕生秘話」1986年5月19日発売[10]、ISBN 4-08-861466-6
  7. 「槇原の正体」1986年8月19日発売[11]、ISBN 4-08-861467-4
  8. 「新必殺技の正体」1986年10月17日発売[12]、ISBN 4-08-861468-2
  9. 「周作の強さの謎!!」1986年11月19日発売[13]、ISBN 4-08-861469-0
  10. 「周作と父」1986年12月12日発売[14]、ISBN 4-08-861470-4
  11. 「周作がゆく!」1987年1月19日発売[15]、ISBN 4-08-861471-2

- 野部利雄 『弥生の大空』 ホーム社〈ヤングジャンプコミックスセレクション〉、全7巻
  1. 「周作 上京す!!」[16]1995年4月初版発行、ISBN 4-8342-2121-0
  2. 「合宿へ行こう!!」[17]1995年5月初版発行、ISBN 4-8342-2122-9
  3. 「対決」[18]1995年6月初版発行、ISBN 4-8342-2123-7
  4. 「山嵐誕生秘話」[19]1995年7月初版発行、ISBN 4-8342-2124-5
  5. 「新必殺技完成!!」[20]1995年8月初版発行、ISBN 4-8342-2125-3
  6. 「優勝宣言!!」[21]1995年9月初版発行、ISBN 4-8342-2126-1
  7. 「周作がゆく!」[22]1995年10月初版発行、ISBN 4-8342-2127-X